# Вакциніум яйцеподібний
Вакцініум яйцеподібний (Vaccínium ovátum) — вид рослин з Північної Америки, що належить до роду Вакцініум (Vaccinium) родини Вересові (Ericaceac).

## Ботанічний опис

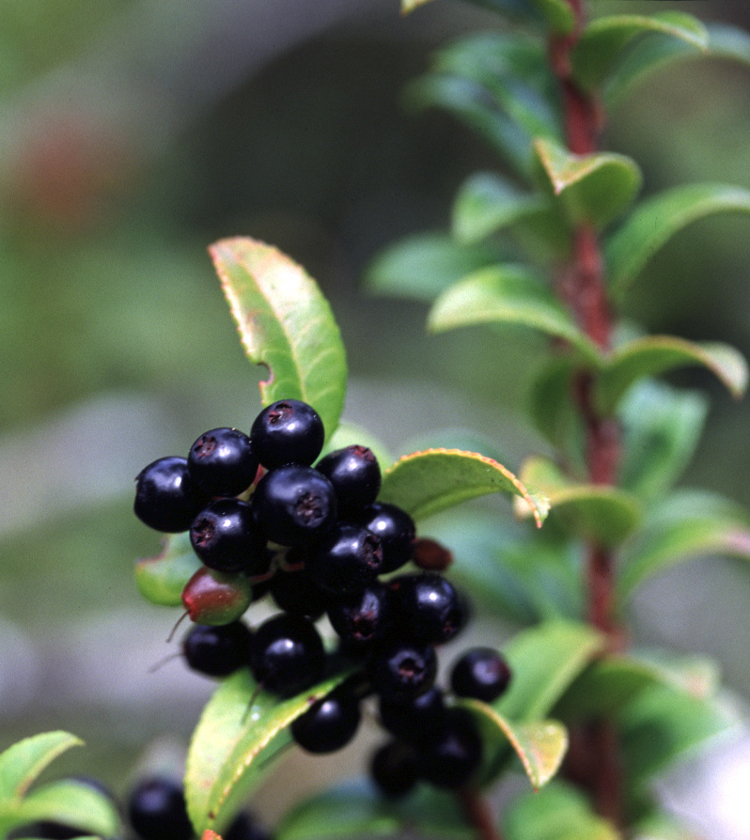
Чорні ягоди вакциніуму мають приємний солодкий смак

Прямостоячий вічнозелений чагарник, що досягає в сприятливих умовах висоти в 1-3 м. Гілочки з численним листям, покриті волосистим опушенням. Листя чергове, шкірясте, товсте, яйцеподібне до ланцетоподібного, з загостреним кінцем, з острозубчастим краєм, до 3 см завдовжки (черешки до 3 мм), з верхнього боку блискучі, темно-зелені, з нижньої — блідо-зелені.
Квітки зібрані в пазушних кістових суцвіттях по 1-5, з дзвоновим білим або блідо-рожевим віночком . Тичинки з плоскими волосистими нитками.
Плід — чорна або темно-фіолетова широкояйцеподібна ягода близько 0,6 см завдовжки.
Диплоїдний набір хромосом — 2n = 24.

## Ареал
Шаблон:NatureServeВакциніум яйцеподібний поширений вздовж західного узбережжя Північної Америки. Південна межа ареалу — округ Санта-Барбара в Південній Каліфорнії . На північ вакциніум заходить до Британської Колумбії.
Виростає на землі на узліссях рівнинних хвойних лісів, також іноді як епіфіт на стовбурах секвої . Часто росте разом із салалом, іншим вічнозеленим чагарником із вересових, та восковницею каліфорнійською .

## Значення
Плоди вакциніуму соковиті, мають приємний солодкий смак, використовуються як начинка для пирогів.
Гілки вакциніуму використовуються в різдвяних прикрасах, так як темно-зелене листя тривалий час зберігає колір.

## Таксономія

### Синоніми
- Metagonia ovata (Pursh) Nutt., 1843
- Vaccinium lanceolatum Dunal, 1839
- Vaccinium ovatum var. saporosum Jeps., 1925